# Aurélie Champagne
Aurélie Champagne, née en 1978, est une journaliste, scénariste, et écrivaine française. Elle est notamment l'auteure du roman Zébu Boy, roman ayant en toile de fond l'insurrection de 1947 à Madagascar.

## Biographie
Aurélie Champagne est née en 1978 d'un père malgache et d'une mère née en Indochine. 
Elle suit des études de lettres, puis produit des documentaires sur la culture et la société, pour France Inter et France Culture (Alternatives, Le Vif du sujet, Sur les Docks). En 2003, elle travaille ainsi sur une forme de violence domestique pratiquée dans une partie du sous-continent indien et appelée communément Bride burning. De retour en France, elle suit pendant plusieurs années une famille de femmes Roms de Roumanie vivant en banlieue parisienne, et retrace leur évolution au fil de plusieurs documentaires. Après diverses collaborations en presse écrite et sur le web, elle rejoint la rédaction de Rue89 en 2011 où elle poursuit notamment un travail de chronique sur le quotidien de personnes sans-abri au sein d'un blog illustré intitulé Chez Francis.
Elle collectionne aussi, avec Olivier Volpi, les mots échangés avec les voisins, et anime le site chersvoisins.net. Cette collection donne lieu à la publication de plusieurs livres aux éditions J'ai lu.
Elle intervient également dans Culture Club, émission de René Homier-Roy sur Radio Canada et co-anime avec François Sauvestre la matinale de la radio Le Mouv’ ,,.
En 2019, elle publie son premier roman, Zébu Boy, se déroulant dans le contexte de l’Insurrection malgache de 1947 et de la fin des années 1940 sur cette île de Madagascar, alors territoire de l’Empire colonial français,,,. Le roman est distingué par le prix Le Livre à Metz 2020, le Prix Montluc Résistance et Liberté 2020, et par le prix des Librairies Folies d'Encre 2019.
En 2022, en tant qu'ethnographe au sein d'une équipe de chercheurs de l'Université Sorbonne-Paris-Nord, elle suit l'élaboration du programme expérimental Arion, destiné à des militaires en état de stress post-traumatique. Elle relate en partie cette expérience dans son récit La part du chien publié aux Editions XXIBis de la Revue XXI.
En tant que scénariste, elle co-crée la série Têtard, dont la première saison est diffusée sur Canal+ en 2019 et co-écrit la série Les Indociles, adaptée de la bande-dessinée éponyme, coproduite et diffusée par la RTS en 2023.